# 森川桑三郎
森川 桑三郎（もりかわ そうざぶろう、旧姓・住田、1879年〈明治12年〉10月 - 没年不明）は、日本の実業家、大阪府多額納税者。森川印刷所社長。族籍は大阪府平民。

## 経歴
鳥取県西伯郡米子町（現・米子市）、住田善平の三男。鳥取中学を経て、東京専修学校理財部を卒業。日本銀行に勤務する。森川竹窓の曽孫である先代桑三郎の養子となり1900年に家督を相続、前名隆吉を改め襲名し、印刷業を営む。
森川印刷所社長、大日本金粉箔工業、満州金属粉工業、新中国印書館、三共商事各取締役、日本印刷材料監査役などをつとめる。

## 人物
趣味は旅行。宗教は真宗。大阪府在籍で、住所は大阪市北区東梅ヶ枝町、同市住吉区阿倍野筋、同市天王寺区東平野町。

## 家族・親族
森川家
家系について、『最新業界人事盛衰録』によると「当家の中祖森川曾吾は国学者であり、書画を能くし、自ら集古浪華帖を出版してより代々印刷を業とする。先代に至り外国式印刷法に移り、自ら苦心して石版色刷を完成する。これは実に本邦石版刷の嚆矢である。」という。
- 養父・桑三郎（書家森川竹窓の曽孫）[4][6]
- 妻・ヤス（1880年 - ?、大阪、則武利兵衛の長女）[1][2][6]
- 養子・實業（1903年 - ?、鳥取、住田善一郎の弟[1]、森川印刷所重役[6]）
  - 同妻・松江（1909年 - ?、東京、吉村右一の長女）[1][6]
- 孫[6]

親戚
- 実父・住田善平（住田呉服店主、米子町長）
- 実兄・住田寅次郎（米子商工会副会頭、米子町会議員）